# سوئد در المپیک تابستانی ۲۰۲۴
کاروان المپیکی سوئد با ۱۱۹ ورزشکار که سهمیه حضور در بازی‌های المپیک تابستانی ۲۰۲۴ در پاریس را کسب کرده‌بودند، در این مسابقات حضور یافت. این ورزشکاران در ۱۸ رشته ورزشی به رقابت خواهند پرداخت.
این بازی‌ها از ۲۶ ژوئیه تا ۱۱ اوت ۲۰۲۴ (۵ تا ۲۱ امرداد ۱۴۰۳ خورشیدی) برگزار شد. ورزشکاران سوئدی در همهٔ دوره‌های بازی‌های المپیک تابستانی به‌جز بازی‌های پراکنده سنت لوئیس ۱۹۰۴ حضور داشته‌اند. آنها از سال ۱۹۰۸ تاکنون (۲۰۲۴) در همه ادوار المپیک، توانسته‌اند دریافت مدال را به طور متوالی و بدون هرگونه شکافی کسب کنند.

## فهرست مدال‌آوران
| مدال | نام                                        | ورزش          | رویداد                  | تاریخ    |
| ---- | ------------------------------------------ | ------------- | ----------------------- | -------- |
| طلا  | سارا خستروم                                | شنا           | ۱۰۰ متر آزاد زنان       | ۳۱ ژوئیه |
| طلا  | سارا خستروم                                | شنا           | ۵۰ متر آزاد زنان        | ۴ اوت    |
| طلا  | آرماند دوپلانتیس                           | دو و میدانی   | پرش با نیزه             | ۵ اوت    |
| طلا  | جاناتان هلویگ دیوید اهمن                   | والیبال ساحلی | تورنمنت مردان           | ۱۰ اوت   |
| نقره | ویکتور لیندگرن                             | تیراندازی     | تفنگ بادی ۱۰ متری مردان | ۲۹ ژوئیه |
| نقره | ویلا بوبک ربکا نتزلر                       | قایقرانی      | زنان 49erFX             | ۲ اوت    |
| نقره | ترولز مورگارد                              | تنیس روی میز  | انفرادی مردان           | ۴ اوت    |
| نقره | آنتون کالبرگ کریستین کارلسون ترولس مورگارد | تنیس روی میز  | تیمی مردان              | ۹ اوت    |
| برنز | تارا باب‌الفتح                              | جودو          | زنان –48 kg             | ۲۷ ژوئیه |
| برنز | ینی ریسودس                                 | دوچرخه‌سواری   | کراس کانتری زنان        | ۲۸ ژوئیه |
| برنز | آنتون دالبری لویسا کارلسون                 | قایقرانی      | مختلط ۴۷۰               | ۸ اوت    |

| مدال براساس ورزش | مدال براساس ورزش | مدال براساس ورزش | مدال براساس ورزش | مدال براساس ورزش |
| ---------------- | ---------------- | ---------------- | ---------------- | ---------------- |
| ورزش             | 1                | 2                | 3                | کل               |
| شنا              | ۲                | ۰                | ۰                | ۲                |
| دو و میدانی      | ۱                | ۰                | ۰                | ۱                |
| والیبال          | ۱                | ۰                | ۰                | ۱                |
| تنیس‌روی‌میز       | ۰                | ۲                | ۰                | ۲                |
| قایقرانی         | ۰                | ۱                | ۱                | ۲                |
| تیراندازی        | ۰                | ۱                | ۰                | ۱                |
| دوچرخه‌سواری      | ۰                | ۰                | ۱                | ۱                |
| جودو             | ۰                | ۰                | ۱                | ۱                |
| کل               | ۴                | ۴                | ۳                | ۱۱               |

| مدال براساس جنسیت | مدال براساس جنسیت | مدال براساس جنسیت | مدال براساس جنسیت | مدال براساس جنسیت |
| ----------------- | ----------------- | ----------------- | ----------------- | ----------------- |
| جنسیت             | 1                 | 2                 | 3                 | کل                |
| مرد               | ۲                 | ۳                 | ۰                 | ۵                 |
| زن                | ۲                 | ۱                 | ۲                 | ۵                 |
| مختلط             | ۰                 | ۰                 | ۱                 | ۱                 |
| کل                | ۴                 | ۴                 | ۳                 | ۱۱                |

| مدال براساس تاریخ | مدال براساس تاریخ | مدال براساس تاریخ | مدال براساس تاریخ | مدال براساس تاریخ | مدال براساس تاریخ |
| ----------------- | ----------------- | ----------------- | ----------------- | ----------------- | ----------------- |
| تاریخ             | 1                 | 2                 | 3                 | کل                |                   |
| ۲۷ ژوئیه          | ۰                 | ۰                 | ۱                 | ۱                 |                   |
| ۲۸ ژوئیه          | ۰                 | ۰                 | ۱                 | ۱                 |                   |
| ۲۹ ژوئیه          | ۰                 | ۱                 | ۰                 | ۱                 |                   |
| ۳۰ ژوئیه          | ۰                 | ۰                 | ۰                 | ۰                 |                   |
| ۳۱ ژوئیه          | ۱                 | ۰                 | ۰                 | ۱                 |                   |
| ۱ اوت             | ۰                 | ۰                 | ۰                 | ۰                 |                   |
| ۲ اوت             | ۰                 | ۱                 | ۰                 | ۱                 |                   |
| ۳ اوت             | ۰                 | ۰                 | ۰                 | ۰                 |                   |
| ۴ اوت             | ۱                 | ۱                 | ۰                 | ۲                 |                   |
| ۵ اوت             | ۱                 | ۰                 | ۰                 | ۱                 |                   |
| ۶ اوت             | ۰                 | ۰                 | ۰                 | ۰                 |                   |
| ۷ اوت             | ۰                 | ۰                 | ۰                 | ۰                 |                   |
| ۸ اوت             | ۰                 | ۰                 | ۱                 | ۱                 |                   |
| ۹ اوت             | ۰                 | ۱                 | ۰                 | ۱                 |                   |
| 10 اوت            | ۱                 | ۰                 | ۰                 | ۱                 |                   |
| کل                | ۴                 | ۴                 | ۳                 | ۱۱                |                   |

| نام           | ورزش         | 1 | 2 | 3 | کل |
| سارا خستروم   | شنا          | ۲ | ۰ | ۰ | ۲  |
| ترولس مورگارد | تنیس روی میز | ۰ | ۲ | ۰ | ۲  |

## ثبت رکورد
در این دوره، آرماند دوپلانتیس توانست با پرشی ۶٫۲۵ متری، رکورد پرش با نیزه را از آن خود کند و مدال طلای این مسابقات را به‌دست آورد.

## شرکت‌کنندگان
در زیر فهرست کلی ورزشکاران سوئدی در این المپیک ذکر شده است:
| ورزش             | مردان | زنان | کل  |
| ---------------- | ----- | ---- | --- |
| دو و میدانی      | ۱۳    | ۹    | ۲۲  |
| بوکس             | ۱     | ۱    | ۲   |
| قایقرانی         | ۲     | ۳    | ۵   |
| دوچرخه‌سواری      | ۱     | ۲    | ۳   |
| شیرجه            | ۰     | ۱    | ۱   |
| سوارکاری         | ۴     | ۵    | ۹   |
| گلف              | ۲     | ۲    | ۴   |
| هندبال           | ۱۵    | ۱۵   | ۳۰  |
| جودو             | ۱     | ۱    | ۲   |
| پنج‌گانه مدرن     | ۰     | ۱    | ۱   |
| قایقرانی بادبانی | ۲     | ۶    | ۸   |
| تیراندازی        | ۵     | ۲    | ۷   |
| اسکیت‌برد         | ۱     | ۰    | ۱   |
| شنا              | ۶     | ۷    | ۱۳  |
| تنیس‌روی‌میز       | ۳     | ۳    | ۶   |
| سه‌گانه           | ۰     | ۱    | ۱   |
| والیبال          | ۲     | ۰    | ۲   |
| کشتی             | ۰     | ۲    | ۲   |
| کل               | ۵۸    | ۶۱   | ۱۱۹ |

## دو و میدانی
ورزشکاران دو و میدانی سوئدی توانستند استانداردهای ورودی المپیک پاریس ۲۰۲۴ را (حداکثر ۳ ورزشکار در هر رشته) به‌دست آوردند:
رویدادهای مسیر و جاده
مردان
| ورزشکار          | رویداد               | مقدماتی   | مقدماتی   | شانس مجدد | شانس مجدد | نیمه نهایی  | نیمه نهایی  | نهایی       | نهایی       |
| ورزشکار          | رویداد               | نتیجه     | رده       | نتیجه     | رده       | نتیجه       | رده         | نتیجه       | رده         |
| ---------------- | -------------------- | --------- | --------- | --------- | --------- | ----------- | ----------- | ----------- | ----------- |
| هنریک لارسون     | ۱۰۰ متر              | ۱۰٫۲۴     | ۴۰        | —         | —         | پیشروی نکرد | پیشروی نکرد | پیشروی نکرد | پیشروی نکرد |
| اریک ارلاندسون   | ۲۰۰ متر              | ۲۰٫۶۵     | ۳۱ R      | ۲۰٫۴۹     | ۵ Q       | ۲۰٫۹۳       | ۲۳          | پیشروی نکرد | پیشروی نکرد |
| آندریاس کرامر    | ۸۰۰ متر              | ۱:۴۴٫۹۳   | ۴ Q       | استراحت   | استراحت   | ۱:۴۶٫۵۲     | ۲۳          | پیشروی نکرد | پیشروی نکرد |
| ساموئل پیهلشتروم | ۱۵۰۰ متر             | ۳:۳۶٫۸۰   | ۸ R       | ۳:۳۳٫۵۸   | ۴         | پیشروی نکرد | پیشروی نکرد | پیشروی نکرد | پیشروی نکرد |
| آندریاس آلمگرن   | ۵۰۰۰ متر             | آغاز نکرد | آغاز نکرد | آغاز نکرد | آغاز نکرد | آغاز نکرد   | آغاز نکرد   | آغاز نکرد   | آغاز نکرد   |
| کارل بنگتستروم   | ۴۰۰ متر با مانع      | ۴۹٫۳۴     | ۴ R       | ۴۸٫۶۳     | ۱ Q       | ۴۹٫۵۶       | ۱۹          | پیشروی نکرد | پیشروی نکرد |
| اسکار ادلوند     | ۴۰۰ متر با مانع      | ۴۹٫۷۴     | ۷ R       | ۴۸٫۹۹     | ۹         | پیشروی نکرد | پیشروی نکرد | پیشروی نکرد | پیشروی نکرد |
| سولدان حسن       | ماراتن               | —         | —         | —         | —         | —           | —           | ۲:۱۱:۲۱     | ۲۸          |
| پرسئوس کارلستروم | پیاده روی ۲۰ کیلومتر | —         | —         | —         | —         | —           | —           | ۱:۲۱:۰۵     | ۲۱          |

زنان
| ورزشکار           | رویداد  | مقدماتی | مقدماتی  | شانس مجدد | شانس مجدد | نیمه نهایی  | نیمه نهایی  | نهایی       | نهایی       |             |
| ورزشکار           | رویداد  | نتیجه   | رده      | نتیجه     | رده       | نتیجه       | رده         | نتیجه       | رده         |             |
| ----------------- | ------- | ------- | -------- | --------- | --------- | ----------- | ----------- | ----------- | ----------- | ----------- |
| جولیا هنریکسون    | ۱۰۰ متر | ۱۱٫۲۶   | ۲۷       | —         | —         | پیشروی نکرد | پیشروی نکرد | پیشروی نکرد | پیشروی نکرد |             |
| جولیا هنریکسون    | ۲۰۰ متر |         | ۲۲٫۷۹ NR | ۱۶ Q      | استراحت   | استراحت     | ۲۲٫۸۸       | ۲۱          | پیشروی نکرد | پیشروی نکرد |
| نورا لینداهل      | ۲۰۰ متر | ۲۳٫۳۳   | ۳۵ R     | ۲۳٫۵۱     | ۲۱        | پیشروی نکرد | پیشروی نکرد | پیشروی نکرد | پیشروی نکرد |             |
| کارولینا ویکستروم | ماراتن  | —       | —        | —         | —         | —           | —           | ۲:۳۴:۲۰     | ۵۲          |             |

رویدادهای‌میدانی
مردان
| ورزشکار          | رویداد      | حذفی  | حذفی | نهایی       | نهایی       |
| ورزشکار          | رویداد      | فاصله | مکان | فاصله       | مکان        |
| ---------------- | ----------- | ----- | ---- | ----------- | ----------- |
| آرماند دوپلانتیس | پرش با نیزه | ۵٫۷۵  | =۱ Q | ۶٫۲۵ ر.ج    | 1           |
| توبیاس مونتلر    | پرش ارتفاع  | ۷٫۸۲  | ۱۶   | پیشروی نکرد | پیشروی نکرد |
| دانیل استول      | پرتاب دیسک  | ۶۵٫۱۶ | ۸ q  | ۶۶٫۹۵       | ۷           |
| رگنار کارلسون    | پرتاب چکش   | ۷۳٫۹۶ | ۱۵   | پیشروی نکرد | پیشروی نکرد |

زنان
| ورزشکار             | رویداد     | مقدماتی    | مقدماتی | نهایی       | نهایی       |
| ورزشکار             | رویداد     | فاصله      | موقعیت  | فاصله       | موقعیت      |
| ------------------- | ---------- | ---------- | ------- | ----------- | ----------- |
| مایا اسکاگ          | پرش سه‌گام  | ۱۳٫۷۹      | ۱۹      | پیشروی نکرد | پیشروی نکرد |
| اکسلینا جانسون      | پرتاب نیزه | ۱۸٫۱۶      | ۱۲ q    | ۱۸٫۰۳       | ۱۰          |
| فانی روس            | پرتاب نیزه | ۱۸٫۱۷      | ۱۰ q    | ۱۸٫۷۸       | ۷           |
| وانا کامگا          | پرتاب دیسک | ۶۵٫۱۴ Q NR | ۴       | ۶۵٫۰۵       | ۵           |
| کایسا-ماری لیندفورس | پرتاب دیسک | ۵۹٫۲۹      | ۲۷      | پیشروی نکرد | پیشروی نکرد |
| تئا لوفمن           | پرتاب چکش  | ۶۹٫۱۲      | ۱۸      | پیشروی نکرد | پیشروی نکرد |

## بوکس
دو بوکسور سوئدی به نمایندگی از این کشور، در مسابقات المپیک حاضر بودند. نبیل ابراهیم در بازی‌های اروپایی ۲۰۲۳ در نووی تارگ، لهستان، یک پیروزی مقتدرانه در مرحله یک‌چهارم‌نهایی کسب کرد تا جایگاهی در بخش سنگین وزن مردان کسب کند.  کلی هرینگتون از ایرلند و سوفیان اومیها از فرانسه در میان ستاره‌هایی هستند که سهمیه بوکس اروپا را برای پاریس ۲۰۲۴ (سبک وزن زنان) کسب کرده‌اند. پس از پیروزی در دور مسابقات کسب سهمیه، در مسابقه ۲ انتخابی المپیک جهانی ۲۰۲۴ در بانکوک، تایلند، جایگاه خود را تضمین کرد.
| ورزشکار        | رویداد        | یک شانزدهم                         | یک هشتم                  | یک چهارم    | نیمه نهایی  | نهایی       | نهایی |
| ورزشکار        | رویداد        | رقیب نتیجه                         | رقیب نتیجه               | رقیب نتیجه  | رقیب نتیجه  | رقیب نتیجه  | رتبه  |
| -------------- | ------------- | ---------------------------------- | ------------------------ | ----------- | ----------- | ----------- | ----- |
| نبیل ابراهیم   | سنگین‌وزن زنان | ابوصال (PLE) · پیروزی ۵–۰          | خالوکوف (UZB) · شکست ۰–۵ | عدم راهیابی | عدم راهیابی | عدم راهیابی | ۹     |
| اگنس الکسیوسون | سبک‌وزن زنان   | پالاسیوس اسپینوزا (ECU) · شکست ۱–۴ | عدم راهیابی              | عدم راهیابی | عدم راهیابی | عدم راهیابی | ۱۷    |

## قایقرانی و کانو
سوئد از طریق مسابقات جهانی کانو اسلالوم ۲۰۲۳ ICF در لندن، بریتانیای کبیر، یک قایق به مسابقات اسلالوم برای بازی‌ها وارد شد.
| ورزشکار        | رویداد    | حذفی  | حذفی | حذفی   | حذفی | حذفی   | حذفی | نیمه نهایی | نیمه نهایی | نهایی  | نهایی |
| ورزشکار        | رویداد    | دور ۱ | رتبه | دور ۲  | رتبه | بهترین | رتبه | زمان       | رتبه       | زمان   | رتبه  |
| -------------- | --------- | ----- | ---- | ------ | ---- | ------ | ---- | ---------- | ---------- | ------ | ----- |
| ایزاک اورستروم | مردان K-1 | ۸۹٫۴۳ | ۱۳   | ۱۳۵٫۵۵ | ۲۱   | ۸۹٫۴۳  | ۱۵ Q | ۹۴٫۶۹      | ۹ Q        | ۱۴۷٫۳۹ | ۱۲    |

| ورزشکار        | رویداد | آزمایش زمان | آزمایش زمان | دور ۱  | شانس مجدد | مقدماتی | یک چهارم نهایی | نیمه نهایی  | نهایی       | نهایی |
| ورزشکار        | رویداد | زمان        | رتبه        | موقعیت | موقعیت    | موقعیت  | موقعیت         | موقعیت      | موقعیت      | رتبه  |
| -------------- | ------ | ----------- | ----------- | ------ | --------- | ------- | -------------- | ----------- | ----------- | ----- |
| ایزاک اورستروم | مردان  | ۷۰٫۲۹       | ۱۶          | ۲ Q    | استراحت   | ۴       | پیشروی نکرد    | پیشروی نکرد | پیشروی نکرد | ۲۸    |

### سرعت
قایق‌رانان سوئدی از طریق مسابقات جهانی کانو اسپرینت ۲۰۲۳ ICF در دویسبورگ، آلمان برای این دوره از بازی‌ها در هر یک از مسافت‌های زیر، توانستند مجوز راندن سه قایق را کسب کنند.
| ورزشکار                   | رویداد             | مقدماتی | مقدماتی | یک چهارم نهایی | یک چهارم نهایی | نیمه نهایی | نیمه نهایی | نهایی   | نهایی |
| ورزشکار                   | رویداد             | زمان    | رتبه    | زمان           | رتبه           | زمان       | رتبه       | زمان    | رتبه  |
| ------------------------- | ------------------ | ------- | ------- | -------------- | -------------- | ---------- | ---------- | ------- | ----- |
| مارتین ناتل               | مردان K-1 1000 متر | ۳:۲۸٫۳۶ | ۲ SF    | استراحت        | استراحت        | ۳:۳۰٫۱۴    | ۴ FA       | ۳:۳۱٫۰۶ | ۷     |
| ملینا آندرسون             | زنان K-1 500 متر   | ۱:۵۱٫۸۴ | ۳ QF    | ۱:۴۹٫۲۱        | ۱ Q            | ۱:۵۰٫۷۹    | ۴ FB       | ۱:۵۲٫۶۵ | ۱۲    |
| لینه‌آ استنسیلز            | زنان K-1 500 متر   | ۱:۵۰٫۱۶ | ۱ SF    | استراحت        | استراحت        | ۱:۵۰٫۷۵    | ۳ FB       | ۱:۵۲٫۵۹ | ۱۱    |
| لینه‌آ استنسیلز موآ ویکبرگ | زنان K-2 500 متر   | ۱:۴۰٫۹۷ | ۲ SF    | استراحت        | استراحت        | ۱:۴۰٫۰۶    | ۵ FB       | ۱:۴۲٫۰۵ | ۹     |

کسب صلاحیت: FA = صعود به بازی پایانی (مدال); FB = صعود به نهایی B (بدون مدال)

## دوچرخه‌سواری

### جاده
ورزشکاران سوئدی در این رشته توانستند سهمیه حضور در مسابقات المپیک را پس از موفقیت در بازی‌های انتخابی المپیک کسب کنند. مسابقات انتخابی المپیک در گلاسکوی بریتانیا برگزار شد. در نتیجه موفقیت در این مسابقات، یک سوارکار مرد و یک سوارکار زن سوئدی برای شرکت در مسابقات جاده‌ای المپیک حضور داشتند.
| ورزشکار          | رویداد            | زمان    | رتبه |
| ---------------- | ----------------- | ------- | ---- |
| جیکوب سودرکویست  | مسابقه جاده مردان | ۶:۳۳:۵۶ | ۵۸   |
| کارولینه اندرسون | مسابقه جاده زنان  | ۴:۰۲:۵۷ | ۱۴   |

### کوهستانی
دوچرخه‌سوارانی از سوئد دو سهمیه (یک سهمیه برای هر جنسیت) را برای المپیک از طریق انتشار آخرین رده‌بندی دوچرخه‌سواری کوهستان مسابقات جهانی (انتخابی المپیک) برگزار شده در گلاسکو، بریتانیا، کسب کردند. ینی ریسودس توانست در این بخش مدال برنز مسابقات را برای کشورش به ارمغان ببرد.
| ورزشکار    | رویداد         | زمان    | رتبه |
| ---------- | -------------- | ------- | ---- |
| ینی ریسودس | کراس جاده زنان | ۱:۲۹:۰۴ | 3    |

## شیرجه
امیلا نیلسون گَریپ، ورزشکار سوئدی در ماده تخته پرش ۳ متر زنان در مسابقات جهانی سال ۲۰۲۳ در فوکوکا، ژاپن، توانست جایگاه هشتم را کسب کند و سهمیهٔ المپیک را در این ماده کسب کند.
| ورزشکار           | رویداد              | مقدماتی | مقدماتی | نیمه نهایی | نیمه نهایی | نهایی  | نهایی |
| ورزشکار           | رویداد              | امتیاز  | رتبه    | امتیاز     | رتبه       | امتیاز | رتبه  |
| ----------------- | ------------------- | ------- | ------- | ---------- | ---------- | ------ | ----- |
| امیلا نیلسون گَریپ | تخته پرش ۳ متر زنان | ۲۹۵٫۲۰  | ۱۰ Q    | ۲۷۹٫۶۰     | ۱۱ Q       | ۲۷۹٫۴۰ | ۹     |

## سوارکاری
یک تیم کامل از سوارکاران سوئدی سهمیه حضور در مسابقات تیمی درساژ، رویدادی و پرش کسب کردند. آنها در مسابقات تیمی و انفرادی پرش بازی‌های جهانی سوارکاری ۲۰۲۲ در هرنینگ، دانمارک مقام نخست، در مسابقات درساژ در بین هفت نفر برتر و در مسابقات جهانی رویدادی در همان سال در روکا دی پاپا، ایتالیا به رتبه ششم رسیدند.

### درساژ
| ورزشکار                              | اسب               | رویداد  | جایزه بزرگ | جایزه بزرگ | جایزه بزرگ ویژه | جایزه بزرگ ویژه | جایزه بزرگ آزاد | جایزه بزرگ آزاد | مجموع   | مجموع |
| ورزشکار                              | اسب               | رویداد  | امتیاز     | رتبه       | امتیاز          | رتبه            | تکنیکال         | هنری            | امتیاز  | رتبه  |
| ------------------------------------ | ----------------- | ------- | ---------- | ---------- | --------------- | --------------- | --------------- | --------------- | ------- | ----- |
| پاتریک کیتل                          | Touchdown         | انفرادی | ۷۴٫۳۱۷     | ۱۳ Q       | —               | —               | ۷۵٫۱۰۷          | ۸۶٫۶۰۰          | ۸۰٫۸۵۴  | ۱۴    |
| ترِسه نیلشاگن                         | Dante Weltino OLD | انفرادی | ۷۳٫۹۹۱     | ۱۵ q       | —               | —               | ۶۹٫۷۱۴          | ۷۹٫۷۱۴          | ۷۴٫۷۱۴  | ۱۸    |
| ژولیته رامل                          | Buriel K.H.       | انفرادی | ۷۱٫۵۵۳     | ۲۵         | —               | —               | عدم راهیابی     | عدم راهیابی     | ۷۱٫۵۵۳  | ۲۵    |
| پاتریک کیتل ترِسه نیلشاگن ژولیته رامل | بالاتر ببینید     | تیمی    | ۲۱۹٫۸۶۱    | ۵ Q        | ۲۱۲٫۸۱۱         | ۷               | —               | —               | ۲۱۲٫۸۱۱ | ۷     |

وضعیت راهیابی: Q = راهیابی به بازی نهایی براساس رتبه بندی گروهی; q = راهیابی به بازی نهایی براساس رتبه بندی کلی
بازیکن تعویضی سوئد، رزرو ماریا فون اسن با اسب اینوویس است

### رویدادی
| ورزشکار                                  | اسب                        | رویداد  | درساژ   | درساژ | فضای باز | فضای باز | فضای باز | پرش     | پرش     | پرش     | پرش         | پرش         | پرش         | کل      | کل   |
| ورزشکار                                  | اسب                        | رویداد  | درساژ   | درساژ | فضای باز | فضای باز | فضای باز | مقدماتی | مقدماتی | مقدماتی | نهایی       | نهایی       | نهایی       | کل      | کل   |
| ورزشکار                                  | اسب                        | رویداد  | جریمه‌ها | رتبه  | جریمه‌ها  | رتبه     | جریمه‌ها  | رتبه    | مجموع   | رتبه    | جریمه‌ها     | مجموع       | رتبه        | جریمه‌ها | رتبه |
| ---------------------------------------- | -------------------------- | ------- | ------- | ----- | -------- | -------- | -------- | ------- | ------- | ------- | ----------- | ----------- | ----------- | ------- | ---- |
| فریدا اندرسن                             | Box Leo                    | انفرادی | ۳۳٫۳۰   | T۳۳   | ۰٫۰۰     | ۳۳٫۳۰    | ۲۰       | ۰٫۰۰    | ۳۳٫۳۰   | ۱۳ Q    | ۰٫۰۰        | ۳۳٫۳۰       | ۱۲          | ۳۳٫۳۰   | ۱۲   |
| لوئیزه رومیکه                            | Caspian 15                 | انفرادی | ۳۷٫۷۰   | T۵۱   | ۰٫۸۰     | ۳۸٫۵۰    | ۲۵       | ۵٫۶۰    | ۴۴٫۱۰   | ۲۴ Q    | ۰٫۴۰        | ۴۴٫۵۰       | ۲۴          | ۴۴٫۵۰   | ۲۴   |
| سوفیا سیوبورگ                            | Bryjamolga vh Marienshof Z | انفرادی | ۳۳٫۳۰   | T۳۳   | ۱۵٫۰۰    | ۴۸٫۳۰    | ۳۷       | ۴٫۸۰    | ۵۳٫۱۰   | ۳۳      | عدم راهیابی | عدم راهیابی | عدم راهیابی | ۵۳٫۱۰   | ۳۳   |
| فریدا اندرسن لوئیزه رومیکه سوفیا سیوبورگ | بالاتر ببینید              | تیمی    | ۱۰۴٫۳۰  | ۱۳    | ۱۵٫۸۰    | ۱۲۰٫۱۰   | ۷        | ۱۰٫۴۰   | ۱۳۰٫۵۰  | ۶       | —           | —           | —           | ۱۳۰٫۵۰  | ۶    |

بازیکن تعویضی مالین آسای است و اسب او گلدن میدنایت نام دارد.

### پرش
| ورزشکار                                          | اسب            | رویداد  | مقدماتی | مقدماتی | نهایی   | نهایی       | نهایی       | آغاز پرش    | آغاز پرش    | آغاز پرش    |             |
| ورزشکار                                          | اسب            | رویداد  | جریمه‌ها | رتبه    | جریمه‌ها | زمان        | رتبه        | جریمه‌ها     | زمان        | رتبه        |             |
| ------------------------------------------------ | -------------- | ------- | ------- | ------- | ------- | ----------- | ----------- | ----------- | ----------- | ----------- | ----------- |
| رولف-گوران بنتگسون                               | Zuccero HV     | انفرادی | ۴       | ۷۵٫۱۵   | ۳۲      | پیشروی نکرد | پیشروی نکرد | پیشروی نکرد | پیشروی نکرد | پیشروی نکرد | پیشروی نکرد |
| هنریک فون اکرمن                                  | King Edward    | انفرادی | ۰       | ۷۴٫۵۰   | ۷ Q     | حذف شد      | حذف شد      | حذف شد      | حذف شد      | حذف شد      | حذف شد      |
| پدر فردریکسون                                    | Catch Me Not S | انفرادی | ۸       | ۷۴٫۵۰   | ۴۳      | پیشروی نکرد | پیشروی نکرد | پیشروی نکرد | پیشروی نکرد | پیشروی نکرد | پیشروی نکرد |
| رولف-گوران بنتگسون هنریک فون اکرمن پدر فردریکسون | بالاتر ببینید  | تیمی    | ۱۷      | ۸ Q     | ۱۲      | ۲۲۹٫۷۶      | ۶           | پیشروی نکرد | پیشروی نکرد | پیشروی نکرد |             |

بازیکن تعویضی مالین باریارد-یونسون است و اسب او ایندیا نام دارد.

## گلف
چهار گلف‌باز سوئدی سهمیه حضور در مسابقات گلف المپیک را کسب کردند. همه ورزشکاران به طور مستقیم برای این دوره از بازی‌ها در مسابقات انفرادی، براساس رتبه‌بندی جهانی در رده‌بندی جهانی IGF، واجد شرایط شدند.
ورزشکاران به شرح زیر اند.
| ورزشکار     | رویداد | دور ۱  | دور ۲  | دور ۳  | دور ۴  | مجموع  | مجموع | مجموع |
| ورزشکار     | رویداد | امتیاز | امتیاز | امتیاز | امتیاز | امتیاز | Par   | رتبه  |
| ----------- | ------ | ------ | ------ | ------ | ------ | ------ | ----- | ----- |
| الکس نورن   | مردان  | ۶۷     | ۷۴     | ۷۱     | ۷۳     | ۲۸۵    | +۱    | T۴۵   |
| لودویگ آبرگ | مردان  | ۶۸     | ۷۰     | ۶۶     | ۷۲     | ۲۷۶    | −۸    | T۱۸   |
| لین گرنت    | زنان   | ۷۴     | ۷۱     | ۷۳     | ۷۱     | ۲۸۹    | +۱    | T۲۷   |
| مایا استارک | زنان   | ۷۲     | ۷۲     | ۷۱     | ۶۹     | ۲۸۴    | −۴    | T۱۰   |

## هندبال
عدم راهیابی تیم ملی هندبال سوئد (مردان) به فینال و همچنین نرسیدن به مدال برنز، از شگفتی‌های این دوره از المپیک بود.
مختصر

کلید:
- ET: پس از وقت اضافه
- P – ضربات پنالتی.

| تیم       | رویداد        | مرحله گروهی        | مرحله گروهی         | مرحله گروهی          | مرحله گروهی           | مرحله گروهی         | مرحله گروهی | یک چهارم نهایی         | نیمه نهایی            | نهایی/ برنز          | نهایی/ برنز |
| تیم       | رویداد        | حریف امتیاز        | حریف امتیاز         | حریف امتیاز          | حریف امتیاز           | حریف امتیاز         | رتبه        | حریف امتیاز            | حریف امتیاز           | حریف امتیاز          | رتبه        |
| --------- | ------------- | ------------------ | ------------------- | -------------------- | --------------------- | ------------------- | ----------- | ---------------------- | --------------------- | -------------------- | ----------- |
| تیم مردان | تورنمنت مردان | آلمان · شکست ۲۷–۳۰ | اسپانیا · برد ۲۹–۲۶ | اسلوونی · شکست ۲۴–۲۹ | کرواسی · برد ۳۸–۲۷    | ژاپن · برد ۴۰–۲۷    | ۴Q          | دانمارک · شکست ۳۱–۳۲   | پیشروی نکرد           | پیشروی نکرد          | ۷           |
| تیم زنان  | تورنمنت زنان  | نروژ · برد ۳۲–۲۸   | آلمان · برد ۳۱–۲۸   | دانمارک · باخت ۲۳–۲۵ | کرهٔ جنوبی · برد ۲۷–۲۱ | اسلوونی · برد ۲۷–۲۳ | ۲ Q         | مجارستان · برد ۳۶–۳۲ET | فرانسه · شکست ۲۸–۳۱ET | دانمارک · شکست ۲۵–۳۰ | ۴           |

### رویداد مردان
تیم‌ملی هندبال مردان سوئد با کسب مدال برنز در مسابقات قهرمانی اروپای سال ۲۰۲۴، توانست حضور خود در بازی‌های المپیک را مسجل کند.
نخست ۱۷ بازیکن سوئدی برای شرکت در اردوی تیم ملی سوئد در ۱۰ ژوئن ۲۰۲۴ دعوت شدند.
۲۱ ژوئن، فلیکس مولر جای خود را با آندریاس نیلسون عوض کرد.
فهرست نهایی تیم در ۲۴ ژوئیه اعلام شد.
با این حال در ۲۸ ژوئیه، فلیکس مولر به دلیل مصدومیت جایگزین مکس دارج شد و در ۱ اوت، جاناتان ادواردسون جایگزین دانیل پترسون شد.
سرمربی:  گلن سولبرگ
فهرست بازیکنان:
- جوناتان کارلسبوگارد
- مکس دارج
- فلیکس مولر
- دنیل پترسون
- آندریاس پالیکا
- سباستین کارلسون
- همپوس وانه
- توبیاس تولین
- فلیکس کلار
- لوکاس پلاس
- آلبین لاگرگرن
- جیم گوترفیدسون
- جاناتان ادواردسون
- اسکار برگندال
- لوکاس ساندل
- کارل والینیوس

### بازی‌های گروهی
| رتبه | تیم         | بازی | برد | مساوی | باخت | گل زده | گل خورده | گل تفاضل | امتیاز | صلاحیت         |
| ---- | ----------- | ---- | --- | ----- | ---- | ------ | -------- | -------- | ------ | -------------- |
| ۱    | آلمان (Q)   | ۴    | ۳   | ۰     | ۱    | ۱۲۶    | ۱۱۵      | ۱۱+      | ۶      | یک چهارم نهایی |
| ۲    | اسلوونی (Q) | ۴    | ۳   | ۰     | ۱    | ۱۱۱    | ۱۰۶      | ۵+       | ۶      | یک چهارم نهایی |
| ۳    | سوئد        | ۴    | ۲   | ۰     | ۲    | ۱۱۸    | ۱۱۲      | ۶+       | ۴      | یک چهارم نهایی |
| ۴    | اسپانیا     | ۴    | ۲   | ۰     | ۲    | ۱۱۹    | ۱۱۷      | ۲+       | ۴      | یک چهارم نهایی |
| ۵    | کرواسی      | ۴    | ۲   | ۰     | ۲    | ۱۱۷    | ۱۲۴      | ۷−       | ۴      |                |
| ۶    | ژاپن (E)    | ۴    | ۰   | ۰     | ۴    | ۱۱۶    | ۱۳۳      | ۱۷−      | ۰      |                |

| ۲۷ ژوئیه ۲۰۲۴ ۱۹:۰۰ | آلمان     | ۳۰–۲۷                               | سوئد   | نمایشگاه پورت دو ورسای پاریس, پاریس Attendance: ۵٬۷۳۹ داور: Hansen, Madsen (DEN) |
| ۲۷ ژوئیه ۲۰۲۴ ۱۹:۰۰ | اوشچینس ۸ | (۱۲–۱۱)                             | وانه ۸ | نمایشگاه پورت دو ورسای پاریس, پاریس Attendance: ۵٬۷۳۹ داور: Hansen, Madsen (DEN) |
| ۲۷ ژوئیه ۲۰۲۴ ۱۹:۰۰ | ۱×        | https://www.ihf.info/sites/default/ | ۲×     | نمایشگاه پورت دو ورسای پاریس, پاریس Attendance: ۵٬۷۳۹ داور: Hansen, Madsen (DEN) |

| ۲۹ ژوئیه ۲۰۲۴ ۱۶:۰۰ | سوئد        | ۲۹–۲۶   | اسپانیا   | نمایشگاه پورت دو ورسای پاریس, پاریس Attendance: ۵٬۷۶۴ داور: Horáček, Novotný (CZE) |
| ۲۹ ژوئیه ۲۰۲۴ ۱۶:۰۰ | سه بازیکن ۵ | (۱۱–۱۱) | فرناندز ۷ | نمایشگاه پورت دو ورسای پاریس, پاریس Attendance: ۵٬۷۶۴ داور: Horáček, Novotný (CZE) |
| ۲۹ ژوئیه ۲۰۲۴ ۱۶:۰۰ | ۴× ۱×       |         | ۵× ۱×     | نمایشگاه پورت دو ورسای پاریس, پاریس Attendance: ۵٬۷۶۴ داور: Horáček, Novotný (CZE) |

| ۳۱ ژوئیه ۲۰۲۴ ۱۶:۰۰ | اسلوونی | ۲۹–۲۴   | سوئد   | نمایشگاه پورت دو ورسای پاریس, پاریس Attendance: ۵٬۸۱۳ داور: Brunner, Salah (SUI) |
| ۳۱ ژوئیه ۲۰۲۴ ۱۶:۰۰ | یانک ۱۰ | (۱۵–۱۴) | وانه ۶ | نمایشگاه پورت دو ورسای پاریس, پاریس Attendance: ۵٬۸۱۳ داور: Brunner, Salah (SUI) |
| ۳۱ ژوئیه ۲۰۲۴ ۱۶:۰۰ | ۴× ۱×   |         | ۳× ۱×  | نمایشگاه پورت دو ورسای پاریس, پاریس Attendance: ۵٬۸۱۳ داور: Brunner, Salah (SUI) |

| ۲ اوت ۲۰۲۴ ۱۴:۰۰ | کرواسی      | ۲۷–۳۸   | سوئد   | نمایشگاه پورت دو ورسای پاریس, پاریس Attendance: ۵٬۷۷۴ داور: C. Bonaventura, J. Bonaventura (FRA) |
| ۲ اوت ۲۰۲۴ ۱۴:۰۰ | مارتینویچ ۸ | (۱۵–۱۸) | پلاس ۹ | نمایشگاه پورت دو ورسای پاریس, پاریس Attendance: ۵٬۷۷۴ داور: C. Bonaventura, J. Bonaventura (FRA) |
| ۲ اوت ۲۰۲۴ ۱۴:۰۰ | ۴× ۱×       |         | ۳×     | نمایشگاه پورت دو ورسای پاریس, پاریس Attendance: ۵٬۷۷۴ داور: C. Bonaventura, J. Bonaventura (FRA) |

| ۴ اوت ۲۰۲۴ ۰۹:۰۰ | سوئد      | ۲۷-۴۰  | ژاپن      | نمایشگاه پورت دو ورسای پاریس, پاریس Attendance: ۵٬۸۰۸ داور: Schulze, Tönnies (GER) |
| ۴ اوت ۲۰۲۴ ۰۹:۰۰ | کارلسون ۶ | (۱۶–۹) | سوگیوکا ۹ | نمایشگاه پورت دو ورسای پاریس, پاریس Attendance: ۵٬۸۰۸ داور: Schulze, Tönnies (GER) |
| ۴ اوت ۲۰۲۴ ۰۹:۰۰ | ۲×        |        | ۲×        | نمایشگاه پورت دو ورسای پاریس, پاریس Attendance: ۵٬۸۰۸ داور: Schulze, Tönnies (GER) |

| ۷ اوت ۲۰۲۴ ۱۷:۳۰ | سوئد     | ۳۲-۳۱   | دانمارک | ورزشگاه پیر مائوروی, لیل (فرانسه) داور: C. Bonaventura, J. Bonaventura (FRA) |
| ۷ اوت ۲۰۲۴ ۱۷:۳۰ | پیتلیک ۹ | (۱۶–۱۶) | کلار ۷  | ورزشگاه پیر مائوروی, لیل (فرانسه) داور: C. Bonaventura, J. Bonaventura (FRA) |
| ۷ اوت ۲۰۲۴ ۱۷:۳۰ | ۳× ۲×    |         | ۴× ۱×   | ورزشگاه پیر مائوروی, لیل (فرانسه) داور: C. Bonaventura, J. Bonaventura (FRA) |

### رویداد زنان
فهرست بازیکنان برای حضور در تیم ملی به اردو در ۴ ژوئن اعلام شد.
در ۲۶ ژوئیه، با توجه به مصدومیت سوفیا هونفلت، الیویا لوفکویست جانشین او شد.
سرمربی:  توماس اکسنر

### بازیکنان تیم
- یوهنا باندسن
- نینا کوپانگ
- کارینن استرومبرگ
- لین بلوم
- جامینا روبرتس
- ماتیلدا لوندستروم
- اولینا اریکسون
- اما لیندکویست
- ناتالی هاگمن
- کریستین تورلیفسدوتیر
- سوفیا هونفلت
- الین هانسون
- جنی کارلسون
- الیویا کوفکویست
- تیرا اکسنیر

### مسابقات
| رتبه | تیم         | بازی | برد | مساوی | باخت | گل زده | گل خورده | گل تفاضل | امتیاز | صلاحیت         |
| ---- | ----------- | ---- | --- | ----- | ---- | ------ | -------- | -------- | ------ | -------------- |
| ۱    | نروژ (Q)    | ۴    | ۳   | ۰     | ۱    | ۱۱۰    | ۹۲       | ۱۸+      | ۶      | یک چهارم نهایی |
| ۲    | سوئد (Q)    | ۴    | ۳   | ۰     | ۱    | ۱۱۳    | ۱۰۲      | ۱۱+      | ۶      | یک چهارم نهایی |
| ۳    | دانمارک (Q) | ۴    | ۳   | ۰     | ۱    | ۹۸     | ۹۶       | ۲+       | ۶      | یک چهارم نهایی |
| ۴    | آلمان       | ۴    | ۱   | ۰     | ۳    | ۱۱۸    | ۱۰۴      | ۱۴+      | ۲      | یک چهارم نهایی |
| ۵    | کرهٔ جنوبی   | ۴    | ۱   | ۰     | ۳    | ۸۷     | ۱۰۵      | ۱۸−      | ۲      |                |
| ۶    | اسلوونی     | ۴    | ۱   | ۰     | ۳    | ۹۳     | ۱۲۰      | ۲۷−      | ۲      |                |

| ۲۵ ژوئیه ۲۰۲۴ ۲۱:۰۰ | نروژ           | ۲۸–۳۲   | سوئد    | نمایشگاه پورت دو ورسای پاریس, پاریس Attendance: ۵٬۸۰۸ داور: García, Marín (ESP) |
| ۲۵ ژوئیه ۲۰۲۴ ۲۱:۰۰ | مورک, افتدال ۷ | (۱۷–۱۵) | هاگمن ۸ | نمایشگاه پورت دو ورسای پاریس, پاریس Attendance: ۵٬۸۰۸ داور: García, Marín (ESP) |
| ۲۵ ژوئیه ۲۰۲۴ ۲۱:۰۰ | ۳× ۱×          |         | ۵× ۱×   | نمایشگاه پورت دو ورسای پاریس, پاریس Attendance: ۵٬۸۰۸ داور: García, Marín (ESP) |

| ۲۸ ژوئیه ۲۰۲۴ ۱۴:۰۰ | سوئد      | ۳۱–۲۸   | آلمان       | نمایشگاه پورت دو ورسای پاریس, پاریس Attendance: ۵٬۸۱۵ داور: Pavićević, Ražnatović (MNE) |
| ۲۸ ژوئیه ۲۰۲۴ ۱۴:۰۰ | کارلسون ۷ | (۱۹–۱۲) | سه بازیکن ۵ | نمایشگاه پورت دو ورسای پاریس, پاریس Attendance: ۵٬۸۱۵ داور: Pavićević, Ražnatović (MNE) |
| ۲۸ ژوئیه ۲۰۲۴ ۱۴:۰۰ | ۴×        |         | ۳×          | نمایشگاه پورت دو ورسای پاریس, پاریس Attendance: ۵٬۸۱۵ داور: Pavićević, Ražnatović (MNE) |

| ۳۰ ژوئیه ۲۰۲۴ ۲۱:۰۰ | سوئد    | ۲۳–۲۵   | دانمارک       | نمایشگاه پورت دو ورسای پاریس, پاریس Attendance: ۵٬۸۳۴ داور: A. Konjičanin, D. Konjičanin (BIH) |
| ۳۰ ژوئیه ۲۰۲۴ ۲۱:۰۰ | هاگمن ۶ | (۱۴–۱۴) | چهار بازیکن ۴ | نمایشگاه پورت دو ورسای پاریس, پاریس Attendance: ۵٬۸۳۴ داور: A. Konjičanin, D. Konjičanin (BIH) |
| ۳۰ ژوئیه ۲۰۲۴ ۲۱:۰۰ | ۴×      |         | ۳× ۱×         | نمایشگاه پورت دو ورسای پاریس, پاریس Attendance: ۵٬۸۳۴ داور: A. Konjičanin, D. Konjičanin (BIH) |

| ۱ اوت ۲۰۲۴ ۱۱:۰۰ | کرهٔ جنوبی | ۲۱–۲۷   | سوئد        | نمایشگاه پورت دو ورسای پاریس, پاریس Attendance: ۵٬۶۵۳ داور: García, Paolantoni (ARG) |
| ۱ اوت ۲۰۲۴ ۱۱:۰۰ | کانگ 5    | (۱۱–۱۶) | لیندکویست 5 | نمایشگاه پورت دو ورسای پاریس, پاریس Attendance: ۵٬۶۵۳ داور: García, Paolantoni (ARG) |
| ۱ اوت ۲۰۲۴ ۱۱:۰۰ | ۲×        |         |             | نمایشگاه پورت دو ورسای پاریس, پاریس Attendance: ۵٬۶۵۳ داور: García, Paolantoni (ARG) |

| ۳ اوت ۲۰۲۴ ۱۶:۰۰ | اسلوونی     | ۲۳–۲۷   | سوئد    | نمایشگاه پورت دو ورسای, پاریس Attendance: ۵٬۸۰۱ داور: Brunner, Salah (SUI) |
| ۳ اوت ۲۰۲۴ ۱۶:۰۰ | اوموریگیه ۹ | (۱۴–۱۱) | هاگمن ۵ | نمایشگاه پورت دو ورسای, پاریس Attendance: ۵٬۸۰۱ داور: Brunner, Salah (SUI) |
| ۳ اوت ۲۰۲۴ ۱۶:۰۰ | ۲×          |         | ۱×      | نمایشگاه پورت دو ورسای, پاریس Attendance: ۵٬۸۰۱ داور: Brunner, Salah (SUI) |

#### یک چهارم نهایی
| ۶ اوت ۲۰۲۴ ۱۷:۳۰ | مجارستان               | ۳۲–۳۶ (و.ا.) | سوئد     | ورزشگاه پیر مائوروی, لیل (فرانسه) Attendance: ۲۲٬۴۰۸ داور: A. Konjičanin, D. Konjičanin (BIH) |
| ۶ اوت ۲۰۲۴ ۱۷:۳۰ | کلویبر ۱۱              | (۱۵–۱۶)      | کوپانگ ۷ | ورزشگاه پیر مائوروی, لیل (فرانسه) Attendance: ۲۲٬۴۰۸ داور: A. Konjičanin, D. Konjičanin (BIH) |
| ۶ اوت ۲۰۲۴ ۱۷:۳۰ | ۳× ۱×                  |              | ۴×       | ورزشگاه پیر مائوروی, لیل (فرانسه) Attendance: ۲۲٬۴۰۸ داور: A. Konjičanin, D. Konjičanin (BIH) |
| ۶ اوت ۲۰۲۴ ۱۷:۳۰ | ن.دوم: ۲۹–۲۹ و.ا.: ۳–۷ |              |          | ورزشگاه پیر مائوروی, لیل (فرانسه) Attendance: ۲۲٬۴۰۸ داور: A. Konjičanin, D. Konjičanin (BIH) |

#### نیمه نهایی
| ۸ اوت ۲۰۲۴ ۱۶:۳۰ | سوئد                   | 28–31 (و.ا.) | فرانسه   | ورزشگاه پیر مائوروی, لیل (فرانسه) Attendance: 24,688 داور: Kuttler, Merz (GER) |
| ۸ اوت ۲۰۲۴ ۱۶:۳۰ | هاگمن ۶                | (۱۲–۱۰)      | هوراسک ۸ | ورزشگاه پیر مائوروی, لیل (فرانسه) Attendance: 24,688 داور: Kuttler, Merz (GER) |
| ۸ اوت ۲۰۲۴ ۱۶:۳۰ | ۳×                     |              | ۵× ۱×    | ورزشگاه پیر مائوروی, لیل (فرانسه) Attendance: 24,688 داور: Kuttler, Merz (GER) |
| ۸ اوت ۲۰۲۴ ۱۶:۳۰ | ن.دوم: ۲۵–۲۵ و.ا.: ۳–۶ |              |          | ورزشگاه پیر مائوروی, لیل (فرانسه) Attendance: 24,688 داور: Kuttler, Merz (GER) |

### بازی مدال برنز
| ۱۰ اوت ۲۰۲۴ ۱۰:۰۰ | دانمارک   | ۳۰–۲۵   | سوئد    | ورزشگاه پیر مائوروی, لیل (فرانسه) Attendance: 13,179 داور: Jørum, Kleven (NOR) |
| ۱۰ اوت ۲۰۲۴ ۱۰:۰۰ | هویلوند ۵ | (۱۵–۱۳) | هاگمن ۵ | ورزشگاه پیر مائوروی, لیل (فرانسه) Attendance: 13,179 داور: Jørum, Kleven (NOR) |
| ۱۰ اوت ۲۰۲۴ ۱۰:۰۰ | ۴× ۱×     |         | ۳× ۱×   | ورزشگاه پیر مائوروی, لیل (فرانسه) Attendance: 13,179 داور: Jørum, Kleven (NOR) |

## جودو
جودوکارانی از سوئد برای حضور در وزن‌های زیر در بازی‌های المپیک سهمیه لازم را کسب کردند. مارکوس نایمن (میان‌وزن مردان، ۹۰ کیلوگرم) و تارا باب‌الفتح (فوق‌سبک زنان، ۴۸ کیلوگرم) از طریق سهمیه بر اساس فهرست رنکینگ جهانی IJF و سهمیه قاره‌ای بر اساس رده‌بندی امتیاز المپیک جواز کسب کردند.
تارا باب‌الفتح، جودوکار ایرانی‌الاصل تیم ملی سوئد، توانست مقام سوم را در وزن ۴۸ کیلوگرم زنان جودو، کسب کند.این مدال، نخستین مدال ورزش سوئد در این رشته ورزشی در المپیک است.
| ورزشکار       | رویداد       | دور یک ۳۲ام                   | دور یک ۱۶ام                   | یک چهارم نهایی              | نیمه نهایی                | شانس مجدد   | نهایی / برنز                     | نهایی / برنز |
| ورزشکار       | رویداد       | رقیب نتیجه                    | رقیب نتیجه                    | رقیب نتیجه                  | رقیب نتیجه                | رقیب نتیجه  | رقیب نتیجه                       | رتبه         |
| ------------- | ------------ | ----------------------------- | ----------------------------- | --------------------------- | ------------------------- | ----------- | -------------------------------- | ------------ |
| مارکوس نیمان  | مردان –90 kg | تریپل (GER) · پیروزی ۰۱–۰۰    | گریگوریان (UAE) · شکست ۰۰–۱۰  | عدم راهیابی                 | عدم راهیابی               | عدم راهیابی | عدم راهیابی                      | ۹            |
| تارا باب‌الفتح | زنان –48 kg  | هه کیونگ (KOR) · پیروزی ۱۰–۰۰ | کوربونوا (UZB) · پیروزی ۱۰–۰۰ | اسکوتو (ITA) · پیروزی ۱۰–۰۰ | سونودا (JPN) · شکست ۰۰–۱۰ | استراحت     | ابوزاکیونوا (KAZ) · پیروزی ۱۰–۰۰ | 3            |

## پنج‌گانه مدرن
یک ورزشکار سوئدی در این رشته یک سهمیه برای بازی‌های المپیک کسب کرد. مارلنا جواید با انتشار آخرین رده‌بندی المپیک سهمیه خود را در مسابقات زنان المپیک تضمین کرد.
| ورزشکار      | رویداد | شمشیربازی (اپه تک لمس) | شمشیربازی (اپه تک لمس) | شمشیربازی (اپه تک لمس) | شمشیربازی (اپه تک لمس) | شنا (۲۰۰ متر آزاد) | شنا (۲۰۰ متر آزاد) | شنا (۲۰۰ متر آزاد) | سوارکاری (پرش) | سوارکاری (پرش) | سوارکاری (پرش) | ترکیبی: تیراندازی/دو (تپانچه بادی ۱۰ متر)/(۳۲۰۰ متر) | ترکیبی: تیراندازی/دو (تپانچه بادی ۱۰ متر)/(۳۲۰۰ متر) | ترکیبی: تیراندازی/دو (تپانچه بادی ۱۰ متر)/(۳۲۰۰ متر) | امتیاز نهایی | رتبه نهایی |
| ورزشکار      | رویداد | RR                     | BR                     | رتبه                   | امتیاز پ.م             | زمان               | رتبه               | امتیاز پ.م         | جریمه‌ها        | رتبه           | امتیاز پ.م     | زمان                                                 | رتبه                                                 | امتیاز پ.م                                           | امتیاز نهایی | رتبه نهایی |
| ------------ | ------ | ---------------------- | ---------------------- | ---------------------- | ---------------------- | ------------------ | ------------------ | ------------------ | -------------- | -------------- | -------------- | ---------------------------------------------------- | ---------------------------------------------------- | ---------------------------------------------------- | ------------ | ---------- |
| مارلنا جواید | زنان   | ۲۱۵                    | ۰                      | ۱۵                     | ۲۱۵                    | ۲:۲۰٫۶۵            | ۱۳                 | ۲۶۹                | ۱۰             | ۱۱             | ۲۹۰            | ۱۲:۰۹٫۸۱                                             | ۱۳                                                   | ۵۷۱                                                  | ۱۳۴۵         | ۲۴         |

## قایقرانی
قایقرانان سوئدی از طریق مسابقات جهانی قایقرانی ۲۰۲۳، مسابقات جهانی مرتبط با کلاس و مسابقات قاره‌ای در هر یک از کلاس‌های زیر سهمیه یک قایق را در المپیک پاریس کسب کردند.

### رویداد حذفی
| ورزشکار       | رویداد      | دور باز | دور باز | دور باز | دور باز | دور باز | دور باز | دور باز | دور باز | دور باز | دور باز | دور باز | دور باز | دور باز | دور باز | دور باز     | دور باز | یک چهارم نهایی | نیمه نهایی  | نهایی       | رتبه نهایی |
| ورزشکار       | رویداد      | ۱       | ۲       | ۳       | ۴       | ۵       | ۶       | ۷       | ۸       | ۹       | ۱۰      | ۱۱      | ۱۲      | ۱۳      | ۱۴      | امتیاز خالص | رتبه    | یک چهارم نهایی | نیمه نهایی  | نهایی       | رتبه نهایی |
| ------------- | ----------- | ------- | ------- | ------- | ------- | ------- | ------- | ------- | ------- | ------- | ------- | ------- | ------- | ------- | ------- | ----------- | ------- | -------------- | ----------- | ----------- | ---------- |
| یوحنا هیرتبرگ | IQFoil زنان | ۱۹      | ۱۷      | ۶       | ۲۰      | ۲۳      | ۲۴      |         | ۶       | ۱۰      | ۲۰      | ۱۷      | ۱۷      | ۱۸      | ۶       | ۱۷۷         | ۲۰      | عدم راهیابی    | عدم راهیابی | عدم راهیابی | ۲۰         |

### کسب مدال
| ورزشکار                    | رویداد         | مسابقه | مسابقه | مسابقه | مسابقه | مسابقه | مسابقه | مسابقه | مسابقه | مسابقه | مسابقه | مسابقه | مسابقه | مسابقه | امتیاز خالص | رتبه نهایی |
| ورزشکار                    | رویداد         | ۱      | ۲      | ۳      | ۴      | ۵      | ۶      | ۷      | ۸      | ۹      | ۱۰     | ۱۱     | ۱۲     | M*     | امتیاز خالص | رتبه نهایی |
| -------------------------- | -------------- | ------ | ------ | ------ | ------ | ------ | ------ | ------ | ------ | ------ | ------ | ------ | ------ | ------ | ----------- | ---------- |
| یوزفین اولسون              | زنان ILCA 6    | ۳۶     | ۲۳     | ۲۸     | ۹      | ۱۲     | ۱      | ۵      | ۱۹     | ۳۱     | —      | —      | —      | حذف    | ۱۲۸         | ۱۷         |
| ویلما بوبک ربکا نتزلر      | زنان 49erFX    | ۱۴     | ۶      | ۱۵     | ۴      | ۱۵     | ۱۰     | ۲      | ۱      | ۵      | ۱      | ۱      | ۱۸     | ۲      | ۷۶          | 2          |
| آنتون دالبری لویسا کارلسون | مختلط ۴۷۰      | ۷      | ۱۴     | ۱      | ۲      | ۱      | ۱۳     | ۱۱     | ۴      | —      | —      | —      | —      | ۸      | ۴۷          | 3          |
| حنا جانسون امیل جارود      | مختلط ناکرا ۱۷ | ۱۳     | ۱۸     | ۱۰     | ۸      | ۹      | ۱۴     | ۸      | ۹      | ۱۷     | ۷      | ۶      | ۹      | ۱۲     | ۱۱۸         | ۱۰         |

## تیراندازی
تیراندازان سوئدی بر اساس نتایجی که در مسابقات انتخابی المپیک کسب کردند، به سهمیه در مسابقات زیر دست یافتند.
| ورزشکار            | رویداد                     | حذفی   | حذفی | نهایی       | نهایی       |
| ورزشکار            | رویداد                     | امتیاز | رتبه | امتیاز      | رتبه        |
| ------------------ | -------------------------- | ------ | ---- | ----------- | ----------- |
| ریچارد لوین اندرسن | تراپ مردان                 | ۱۲۳    | ۴ Q  | ۳۰          | ۴           |
| ویکتور لیندگرن     | تفنگ بادی ۱۰ متر مردان     | ۶۳۰٫۷  | ۶ Q  | ۲۵۱٫۴       | 2           |
| ویکتور لیندگرن     | تفنگ ۵۰ متر مردان ۳ موقعیت | ۵۸۹    | ۱۳   | عدم راهیابی | عدم راهیابی |
| مارکوس مدسن        | تفنگ بادی ۱۰ متر مردان     | ۶۲۵٫۰  | ۴۰   | عدم راهیابی | عدم راهیابی |
| مارکوس مدسن        | تفنگ ۵۰ متر مردان ۳ موقعیت | ۵۸۹    | ۱۲   | عدم راهیابی | عدم راهیابی |
| استفن نیلسون       | اسکیت مردان                | ۱۲۲    | ۵ Q  | ۲۷          | ۵           |
| مارکوس اسونسون     | اسکیت مردان                | ۱۱۸    | ۱۸   | پیشروی نکرد | پیشروی نکرد |
| ویکتوریا لارسن     | زنان اسکیت                 | ۱۱۸    | ۱۱   | پیشروی نکرد | پیشروی نکرد |
| استینا لاونر       | زنان ۲۵ متر تپانچه         | ۵۷۳    | ۳۰   | پیشروی نکرد | پیشروی نکرد |
| ویکتوریا لارسن     | تیم میکس اسکیت             | ۱۳۶    | ۱۵   | پیشروی نکرد | پیشروی نکرد |

## اسکیت‌برد

### مردان
تنها یک اسکیت‌برد مرد از سوئد توانست سهمیه حضور در المپیک را کسب کند.
| ورزشکار      | رویداد     | حذفی   | حذفی | نهایی       | نهایی       |
| ورزشکار      | رویداد     | امتیاز | رتبه | امتیاز      | رتبه        |
| ------------ | ---------- | ------ | ---- | ----------- | ----------- |
| هامپو وینبرگ | پارک مردان | ۸۸٫۲۹۹ | ۹    | پیشروی نکرد | پیشروی نکرد |

## شنا
شناگرانی از سوئد سهمیه ورود به رویدادهای زیر در المپیک پاریس ۲۰۲۴ را به دست آوردند (حداکثر دو شناگر در زمان مقدماتی المپیک (OST) ):
ایزاک الیاسون و رابین هانسون برای مسابقات امدادی مردان انتخاب شدند در حالی که سارا یونویک، هانا رزوال، سوفیا آستدت برای مسابقات انتخاب شدند. رویدادهای رله زنان الیاس پرسون نیز برای مسابقات رله انتخاب شد، اما در نهایت به پایان رقابت نرسید.
مردان
| ورزشکار                                            | رویداد                | مقدماتی  | مقدماتی | نیمه نهایی  | نیمه نهایی  | نهایی       | نهایی       |
| ورزشکار                                            | رویداد                | زمان     | رتبه    | زمان        | رتبه        | زمان        | رتبه        |
| -------------------------------------------------- | --------------------- | -------- | ------- | ----------- | ----------- | ----------- | ----------- |
| بیورن سیلیگر                                       | ۵۰ متر آزاد           | ۲۲٫۲۱    | ۳۱      | عدم راهیابی | عدم راهیابی | عدم راهیابی | عدم راهیابی |
| بیورن سیلیگر                                       | ۱۰۰ متر آزاد          | ۴۹٫۷۰    | ۴۰      | عدم راهیابی | عدم راهیابی | عدم راهیابی | عدم راهیابی |
| ویکتور یوهانسون                                    | ۴۰۰ متر آزاد          | ۳:۴۷٫۹۸  | ۱۸      | —           | —           | عدم راهیابی | عدم راهیابی |
| ویکتور یوهانسون                                    | ۸۰۰ متر آزاد          | ۷:۴۹٫۴۷  | ۱۶      | —           | —           | عدم راهیابی | عدم راهیابی |
| ویکتور یوهانسون                                    | 1500 متر آزاد         | ۱۵:۰۵٫۶۲ | ۱۷      | —           | —           | عدم راهیابی | عدم راهیابی |
| ویکتور یوهانسون                                    | ۱۰ کیلومتر آب‌های آزاد | —        | —       | —           | —           | آغاز نکرد   | آغاز نکرد   |
| اریک پرسون                                         | ۲۰۰ متر کرال سینه     | ۲:۱۰٫۳۵  | ۷ Q     | ۲:۱۰٫۱۱     | ۱۳          | عدم راهیابی | عدم راهیابی |
| ایزاک الیاسون رابین هانسون اریک پرسون بیورن سیلیگر | ۴ × ۱۰۰ متر رله آزاد  | ۳:۱۵٫۷۱  | ۱۵      | —           | —           | عدم راهیابی | عدم راهیابی |

زنان
| ورزشکار                                                            | رویداد                | مقدماتی | مقدماتی | نیمه نهایی  | نیمه نهایی  | نهایی             | نهایی       |
| ورزشکار                                                            | رویداد                | زمان    | رتبه    | زمان        | رتبه        | زمان              | رتبه        |
| ------------------------------------------------------------------ | --------------------- | ------- | ------- | ----------- | ----------- | ----------------- | ----------- |
| میشله کولمان                                                       | 50 متر آزاد           | ۲۴٫۵۵   | ۷ Q     | ۲۴٫۴۷       | ۹           | عدم پیشروی        | عدم پیشروی  |
| میشله کولمان                                                       | ۱۰۰ متر آزاد          | ۵۴٫۱۰   | ۱۴ Q    | ۵۳٫۷۵       | ۱۲          | عدم راهیابی       | عدم راهیابی |
| لوئیسه هانسون                                                      | ۱۰۰ متر کرال‌پشت       | ۱:۰۰٫۲۶ | ۱۵ Q    | ۱:۰۰٫۴۷     | ۱۵          | عدم راهیابی       | عدم راهیابی |
| لوئیسه هانسون                                                      | ۱۰۰ متر پروانه        | ۵۷٫۵۷   | 12 Q    | ۵۶٫۹۳       | 8 Q         | ۵۷٫۳۴             | ۸           |
| سوفیه هانسون                                                       | ۱۰۰ متر کرال‌پشت       | ۱:۰۶٫۶۶ | ۱۳ Q    | ۱:۰۶٫۹۶     | ۱۳          | عدم راهیابی       | عدم راهیابی |
| سوفیه هانسون                                                       | ۲۰۰ متر کرال‌پشت       | ۲:۲۸٫۱۰ | ۲۰      | عدم راهیابی | عدم راهیابی | عدم راهیابی       | عدم راهیابی |
| سارا خستروم                                                        | ۵۰ متر آزاد           | ۲۳٫۸۵   | ۱ Q     | ۲۳٫۶۶ ر.ک   | ۱ Q         | ۲۳٫۷۱             | 1           |
| سارا خستروم                                                        | ۱۰۰ متر آزاد          | ۵۲٫۹۹   | ۱ Q     | ۵۲٫۸۷       | ۶ Q         | ۵۲٫۱۶             | 1           |
| میشله کولمان لوئیزه هانسون سارا یونویک سارا خستروم سوفیا استادت[a] | ۴ × ۱۰۰ متر رله آزاد  | ۳:۳۴٫۳۵ | ۴ Q     | —           | —           | ۳:۳۳٫۷۹ رکورد ملی | ۵           |
| حنا روزوال سوفیه هانسون لوئیزه هانسون سارا سیوستروم                | ۴ × ۱۰۰ متر رله مختلط | ۳:۵۷٫۳۳ | ۶ Q     | —           | —           | ۳:۵۶٫۹۲           | ۷           |

مختلط
| ورزشکار                                        | رویداد              | مقدماتی | مقدماتی | نهایی       | نهایی       |
| ورزشکار                                        | رویداد              | زمان    | رتبه    | زمان        | رتبه        |
| ---------------------------------------------- | ------------------- | ------- | ------- | ----------- | ----------- |
| حنا روزوال اریک پرسون سارا جونویک روبین هانسون | رله مختلط ۴×۱۰۰ متر | ۳:۴۶٫۱۵ | ۱۲      | عدم راهیابی | عدم راهیابی |

a  شناگرانی که تنها در بخش مقدماتی شرکت کردند.

## تنیس روی میز
ورزشکاران سوئدی پس از قهرمانی در مسابقات قهرمانی تیمی اروپا در سال ۲۰۲۳ در کشور خود، در شهر مالمو، یک تیم کامل مردان را به المپیک اعزام کردند.
سوئدی‌ها همچنین از طریق رتبه‌بندی جهانی این رشته توانستند یک تیم زنان و تیم دونفره مختلط از طریق مسابقات جهانی مقدماتی ITTF ۲۰۲۴ در هاویرژو، جمهوری چک را نیز به المپیک اعزام کنند.
مردان
| ورزشکار                                    | رویداد  | دور ۱      | دور ۲                      | دور ۳                   | مرحله ۱۶ام                 | یک چهارم نهایی           | نیمه نهایی                  | نهایی / برنز         | نهایی / برنز |
| ورزشکار                                    | رویداد  | رقیب نتیجه | رقیب نتیجه                 | رقیب نتیجه              | رقیب نتیجه                 | رقیب نتیجه               | رقیب نتیجه                  | رقیب نتیجه           | رتبه         |
| ------------------------------------------ | ------- | ---------- | -------------------------- | ----------------------- | -------------------------- | ------------------------ | --------------------------- | -------------------- | ------------ |
| آنتون کالبرگ                               | انفرادی | استراحت    | ایدووو (CGO) · پیروزی ۴–۳  | لبرون (FRA) · شکست ۲–۴  | عدم راهیابی                | عدم راهیابی              | عدم راهیابی                 | عدم راهیابی          | ۱۷           |
| ترولس مورگارد                              | انفرادی | استراحت    | نویتینک (BEL) · پیروزی ۴–۰ | وانگ (CHN) · پیروزی ۴–۲ | کائو (TPE) · پیروزی ۴–۱    | عصار (EGY) · پیروزی ۴–۱  | کالدرانو (BRA) · پیروزی ۴–۲ | فان (CHN) · شکست ۱–۴ | 2            |
| کریستین کارلسون آنتون کالبرگ ترولس مورگارد | تیمی    | —          | —                          | —                       | دانمارک (DEN) · پیروزی ۳–۰ | آلمان (GER) · پیروزی ۳–۰ | ژاپن (JPN) · پیروزی ۳–۲     | چین (CHN) · شکست ۰–۳ | 2            |

زنان
| ورزشکار                                      | رویداد  | دور ۱      | دور ۲                     | دور ۳               | دور ۱۶ام                   | یک چهارم نهایی             | نیمه نهایی  | نهایی / برنز | نهایی / برنز |
| ورزشکار                                      | رویداد  | رقیب نتیجه | رقیب نتیجه                | رقیب نتیجه          | رقیب نتیجه                 | رقیب نتیجه                 | رقیب نتیجه  | رقیب نتیجه   | رتبه         |
| -------------------------------------------- | ------- | ---------- | ------------------------- | ------------------- | -------------------------- | -------------------------- | ----------- | ------------ | ------------ |
| لیندا برگستروم                               | انفرادی | استراحت    | وگرزین (POL) · پیروزی ۴–۱ | چن (CHN) · شکست ۱–۴ | عدم راهیابی                | عدم راهیابی                | عدم راهیابی | عدم راهیابی  | ۱۷           |
| کریستینا کالبرگ                              | انفرادی | استراحت    | آکولا (IND) · شکست ۰–۴    | عدم راهیابی         | عدم راهیابی                | عدم راهیابی                | عدم راهیابی | عدم راهیابی  | ۳۳           |
| فیلیپا برگاند لیندا برگستروم کریستینا کالبرگ | تیمی    | —          | —                         | —                   | هنگ کنگ (HKG) · پیروزی ۳–۲ | کره جنوبی (KOR) · شکست ۰–۳ | پیشروی نکرد | پیشروی نکرد  | ۵            |

مختلط
| ورزشکار                         | رویداد | دور یک ۱۶ام                      | یک چهارم نهایی          | نیمه نهایی  | نهایی / برنز | نهایی / برنز |
| ورزشکار                         | رویداد | رقیب نتیجه                       | رقیب نتیجه              | رقیب نتیجه  | رقیب نتیجه   | رتبه         |
| ------------------------------- | ------ | -------------------------------- | ----------------------- | ----------- | ------------ | ------------ |
| کریستین کارلسون کریستینا کالبرگ | دوبل   | کامپوس/فونسکا (CUB) · پیروزی ۴–۱ | ری/کیم (PRK) · شکست ۱–۴ | عدم راهیابی | عدم راهیابی  | ۵            |

همچنین دو ورزشکار سوئدی در بخش تیمی (ماتیاس فالک و ماتیلدا هانسون) به ترتیب به عنوان ذخیره در مسابقات تیمی مردان و زنان به المپیک اعزام شدند.

## سه‌گانه
پس از انتشار آخرین رده‌بندی انفرادی مقدماتی المپیک، یک ورزشکار زن سوئدی سهمیه حضور در رشته سه‌گانه را در مسابقات سه‌گانه پاریس کسب کرد.

### شخصی
| ورزشکار     | رویداد | زمان          | زمان      | زمان                 | زمان      | زمان        | زمان    | رتبه |
| ورزشکار     | رویداد | شنا (۱٫۵ ک.م) | جابجایی ۱ | دوچرخه‌سواری (۴۰ ک.م) | جابجایی ۲ | دو (۱۰ ک.م) | کل      | رتبه |
| ----------- | ------ | ------------- | --------- | -------------------- | --------- | ----------- | ------- | ---- |
| تیلدا منسون | زنان   | ۲۴:۰۳         | ۰:۵۹      | ۵۷:۴۸                | ۰:۳۳      | ۳۵:۵۹       | ۱:۵۹:۲۲ | ۲۳   |

## والیبال

### والیبال ساحلی
ساحلی‌بازان سوئدی با توجه به آخرین رتبه‌بندی این رشته، سهمیه حضور در المپیک را کسب کردند.
جوناتان هلویگ و داوید اهمن علیرغم دو شکست در دور گروهی، با درخشش در مراحل بعدی مسابقات، از سد رقبا عبور کرده و قهرمان این دوره از مسابقات شدند.
| ورزشکاران                | رویداد | دور مقدماتی                                         | دور مقدماتی                                      | دور مقدماتی                                      | دور مقدماتی | دور یک شانزدهم                                      | یک چهارم نهایی                                  | نیمه نهایی                                  | نهایی / برنز                                  | نهایی / برنز |
| ورزشکاران                | رویداد | رقیب امتیاز                                         | رقیب امتیاز                                      | رقیب امتیاز                                      | رتبه        | رقیب امتیاز                                         | رقیب امتیاز                                     | رقیب امتیاز                                 | رقیب امتیاز                                   | رتبه         |
| ------------------------ | ------ | --------------------------------------------------- | ------------------------------------------------ | ------------------------------------------------ | ----------- | --------------------------------------------------- | ----------------------------------------------- | ------------------------------------------- | --------------------------------------------- | ------------ |
| جوناتان هلویگ داوید اهمن | مردان  | نیکولایدیس / · کاراچر (AUS) · پیروزی (۲۱–۱۴, ۲۱–۱۹) | شریف / · احمد (QAT) · شکست (۲۱–۱۵, ۱۹–۲۱, ۱۸–۲۰) | کوتافاوا / · نیکولای (ITA) · شکست (۲۲–۲۴, ۱۷–۲۱) | ۳ Q         | الایو / · دیاز (CUB) · پیروزی (۲۱–۱۱, ۲۶–۲۸, ۱۵–۱۱) | اواندرو / · آرتور (BRA) · پیروزی (۲۱–۱۷, ۲۱–۱۶) | شریف / · احمد (QAT) · پیروزی (۲۱–۱۳, ۲۱–۱۷) | اهلرس / · ویکلر (GER) · پیروزی (۲۱–۱۰, ۲۱–۱۳) | 1            |

## کشتی
یک کشتی‌گیر سوئدی برای هر یک از کلاس‌های زیر به مسابقات المپیک واجد شرایط کرد. جونا مالمگرن با کسب جایگاه پنجم در مسابقات جهانی ۲۰۲۳ در بلگراد صربستان به این بازی‌ها راه یافت.
همچنین یوهانا لیندبورگ به دلیل تخصیص مجدد ورزشکاران بی طرف انفرادی (AIN) سهمیه دریافت کرد.
آزاد
| ورزشکار        | رویداد       | دو یک ۱۶ام                | یک چهارم نهایی          | نیمه نهایی  | شانس مجدد   | نهایی / برنز | نهایی / برنز |
| ورزشکار        | رویداد       | رقیب نتیجه                | رقیب نتیجه              | رقیب نتیجه  | رقیب نتیجه  | رقیب نتیجه   | رتبه         |
| -------------- | ------------ | ------------------------- | ----------------------- | ----------- | ----------- | ------------ | ------------ |
| جونا مالمگرن   | زنان −۵۳ ک.گ | آرگوئلو (VEN) · W 5–0VT   | پانگ (CHN) · شکست ۱–۳PP | پیشروی نکرد | پیشروی نکرد | پیشروی نکرد  | ۷            |
| یوهنا لیندبورگ | زنان −۶۲ ک.گ | دودووا (BUL) · شکست ۱–۳PP | پیشروی نکرد             | پیشروی نکرد | پیشروی نکرد | پیشروی نکرد  | ۱۰           |